# West Melbourne, Florida
West Melbourne är en stad (city) i Brevard County, i delstaten Florida, USA. Enligt United States Census Bureau har staden en folkmängd på 18 362 invånare (2011) och en landarea på 26,4 km².